# Rio Nièvre
O rio Nièvre é um rio do departamento homónimo, em França, e afluente do rio Loire.
Da nascente até a foz, o rio Nièvre faz um percurso total de 53 km. Nasce em Champlemy. Toma a direção sul, por Guérigny, Urzy, e desagua no Loire depois de passar no centro de Nevers.